# Is It Any Wonder?
«Is It Any Wonder?» — песня британской рок-группы Keane из альбома Under the Iron Sea, выпущенная в качестве второго сингла. Песня также является первым синглом Keane, который будет продаваться в Мексике и других странах Латинской Америки.
Сингл был выпущен в iTunes Store в 16 мая и в магазины 29 мая 2006 года, дебютировал на #15 в UK Singles Chart 28 мая, основываясь только на цифровых продажах, но 4 июня занял 3 место уже с физическими. Песня была официально представлена 17 апреля на шоу BBC Radio 1 в Лос-Анджелесе. Вскоре сингл просочился в интернет.
Песня была представлена в видеоиграх Madden NFL 07 и Dance Dance Revolution Universe 2.  Сингл получил номинацию на Грэмми — «Лучшее вокальное поп-исполнение дуэтом или группой».

## Смысл песни
Песня о войне в Ираке: 
«Вероятно, это единственная песня в альбоме, которая наиболее выражает наше беспокойство и замешательство в том, что значит быть британским гражданином, с точки зрения того, что наше общество вносит свой вклад в мир в целом », - поясняет Райс-Оксли. «Очень сложно разобраться почему Британия считает, что ей необходимо подписаться с нападениями Джорджа Буша на Ирак и весь Афганистан. Похоже, у Ирана много проблем, и вы просто не знаете, где это закончится. На личном уровне, для людей нашего возраста, это действительно тревожит...»

«Песня не является попыткой какого-то широкомасштабного политического заявления, это просто просмотр вещей с личного уровня - во что вы должны верить, что на самом деле правильно? Как вы можете понять, что есть истина, и что делать правильно? И есть так много разных мнений, и у вас должно быть мнение о том, что делает ваша страна, и все же так сложно даже начать собирать все факты. Думаю, это очень печально для людей нашего поколения, ощущение того, что мы ничего не можем с этим поделать. Наверное, это было то, что мы все очень остро ощущали в песне. И я думаю, что звуки песни суммируют это очень ощутимо.»

## Обложка песни
Обложка для сингла была спроектирована финским художником Санной Аннуккой Смит в марте 2006 года. Санне первоначально хотелось, чтобы красная птица плакала, а Keane хотели одинокого солдата. В течение первых двух недель апреля на обложке был показан солдат, но другая версия показывает, что красная птица плачет на плече солдата, а солдат относится к войне. В некоторых версиях птица не упоминалась, как в первой обложке. Плачущая птица позже появилась на обложке для песни «Try Again».

## Список композиций

### CD сингл
1. «Is It Any Wonder?»
2. «Let It Slide»
3. «He Used to Be a Lovely Boy»

### UK 7" винил
1. «Is It Any Wonder?»
2. «Let It Slide»

### iTunes сингл
1. «Is It Any Wonder?»
2. «Is It Any Wonder?» (видеоклип)

### Ремикс
1. «Is It Any Wonder?» (Tall Paul Remix)

## Позиции в чартах
| Чарт (2006)                                | Высшая позиция |
| ------------------------------------------ | -------------- |
| Австрия (Ö3 Austria Top 40)                | 47             |
| Бельгия/Фландрия (Ultratop 50)             | 38             |
| Бельгия/Валлония (Ultratip Bubbling Under) | 3              |
| Канада (Billboard CHR/Top 40)              | 50             |
| Канада (Billboard Hot AC)                  | 34             |
| Канада (Billboard Rock)                    | 12             |
| Франция (SNEP)                             | 72             |
| Германия (GfK)                             | 61             |
| Ирландия (IRMA)                            | 18             |
| Италия (FIMI)                              | 18             |
| Нидерланды (Dutch Top 40)                  | 7              |
| Нидерланды (Single Top 100)                | 17             |
| Норвегия (VG-lista)                        | 12             |
| Испания (PROMUSICAE)                       | 3              |
| Швейцария (Schweizer Hitparade)            | 28             |
| Великобритания (OCC UK Singles)            | 3              |
| США (Billboard Hot 100)                    | 78             |
| США (Billboard Adult Alternative Songs)    | 1              |
| США (Billboard Adult Pop Airplay)          | 18             |
| США (Billboard Alternative Airplay)        | 18             |
| США (Billboard Dance Club Songs)           | 10             |
| США (Billboard Dance/Mix Show Airplay)     | 4              |
| US Pop 100 (Billboard)                     | 63             |